# Agaraeus discolor
Agaraeus discolor là một loài bướm đêm trong họ Geometridae.